# Hoofdklasse (mannenhandbal) 1975/76
De Hoofdklasse was de hoogste afdeling van het Nederlandse handbal bij de heren op landelijk niveau. In het seizoen 1975/1976 werd Sittardia landskampioen.

## Teams
| Club                          | Plaats    | Provincie     |
| ----------------------------- | --------- | ------------- |
| AHC '31                       | Amsterdam | Noord-Holland |
| DAB/Enschede                  | Enschede  | Overijssel    |
| E&O                           | Emmen     | Drenthe       |
| ESCA                          | Arnhem    | Gelderland    |
| Duyvestein Wintersport/Hermes | Den Haag  | Zuid-Holland  |
| Meteoor                       | Eindhoven | Noord-Brabant |
| PSV                           | Eindhoven | Noord-Brabant |
| Sittardia                     | Sittard   | Limburg       |
| Mora/Swift                    | Roermond  | Limburg       |
| Vlug en Lenig                 | Geleen    | Limburg       |

## Stand
| Pos | Team                          | Wed | W  | G | V  | Ptn | DV  | DT  | +/−  | Opmerking                                            |
| --- | ----------------------------- | --- | -- | - | -- | --- | --- | --- | ---- | ---------------------------------------------------- |
| 1   | Sittardia                     | 18  | 14 | 3 | 1  | 31  | 330 | 231 | +99  | Deelname Europees kampioenschap voor landskampioenen |
| 2   | PSV                           | 18  | 12 | 3 | 3  | 27  | 331 | 275 | +56  | Deelname Europees kampioenschap voor bekerwinnaars   |
| 3   | AHC '31                       | 18  | 12 | 2 | 4  | 26  | 335 | 293 | +42  |                                                      |
| 4   | Duyvestein Wintersport/Hermes | 18  | 9  | 3 | 6  | 21  | 285 | 263 | +22  |                                                      |
| 5   | E&O                           | 18  | 10 | 1 | 7  | 21  | 315 | 303 | +12  |                                                      |
| 6   | ESCA                          | 18  | 8  | 1 | 9  | 17  | 266 | 282 | −16  |                                                      |
| 7   | Meteoor                       | 18  | 6  | 2 | 10 | 14  | 257 | 289 | −32  |                                                      |
| 8   | Mora/Swift                    | 18  | 6  | 0 | 12 | 12  | 236 | 256 | −20  |                                                      |
| 9   | Vlug en Lenig                 | 18  | 4  | 1 | 13 | 9   | 277 | 304 | −27  | Degradatie naar de Eerste divisie                    |
| 10  | DAB/Enschede                  | 18  | 1  | 0 | 17 | 2   | 267 | 403 | −136 | Degradatie naar de Eerste divisie                    |

## Uitslagen
| Thuis \ Uit                   | AHC   | ENS   | E&O   | ESC   | HER   | MET   | PSV   | SIT   | SWI   | V&L   |
| ----------------------------- | ----- | ----- | ----- | ----- | ----- | ----- | ----- | ----- | ----- | ----- |
| AHC '31                       |       | 28–19 | 14–16 | 20–16 | 13–12 | 25–18 | 16–16 | 20–15 | 17–13 | 23–17 |
| DAB/Enschede                  | 14–24 |       | 21–26 | 14–20 | 19–21 | 9–12  | 14–22 | 15–29 | 11–16 | 18–16 |
| E&O                           | 18–15 | 25–19 |       | 18–20 | 17–22 | 20–14 | 19–21 | 13–14 | 12–10 | 18–12 |
| ESCA                          | 16–16 | 19–17 | 19–21 |       | 16–12 | 11–12 | 16–14 | 8–14  | 11–10 | 18–14 |
| Duyvestein Wintersport/Hermes | 20–21 | 22–9  | 15–18 | 13–11 |       | 10–9  | 12–15 | 17–17 | 14–10 | 15–14 |
| Meteoor                       | 11–15 | 23–17 | 16–12 | 13–12 | 21–21 |       | 14–23 | 13–17 | 14–7  | 18–22 |
| PSV                           | 29–17 | 21–9  | 21–21 | 21–16 | 16–15 | 19–14 |       | 13–15 | 15–13 | 22–20 |
| Sittardia                     | 17–15 | 32–9  | 19–11 | 15–9  | 13–13 | 20–13 | 15–15 |       | 24–10 | 25–16 |
| Mora/Swift                    | 15–19 | 26–18 | 14–12 | 11–13 | 13–16 | 18–11 | 17–13 | 9–12  |       | 13–11 |
| Vlug en Lenig                 | 11–17 | 21–15 | 17–18 | 27–15 | 11–15 | 11–11 | 12–15 | 12–17 | 13–11 |       |

|                      |
| Sittardia 10de titel |